# Жевре-Шамбертен
Жевре́-Шамберте́н (фр. Gevrey-Chambertin) — коммуна во Франции, находится в регионе Бургундия. Департамент коммуны — Кот-д’Ор. Входит в состав кантона Жевре-Шамбертен. Округ коммуны — Дижон. Код INSEE коммуны — 21295.
Рядом с селом Жевре расположен знаменитый виноградник Шамбертен, засаженный виноградом сорта пино-нуар. Известно, что в бытность императором Наполеон пил только бургундское вино с этого виноградника (которое приходилось возить за ним во время военных походов). Название виноградника было добавлено к названию села Жевре по просьбе селян в 1847 году.

## Население
Население коммуны на 2010 год составляло 3061 человек.
| 1962 | 1968 | 1975 | 1982 | 1990 | 1999 | 2010 |
| ---- | ---- | ---- | ---- | ---- | ---- | ---- |
| 2517 | 2613 | 3001 | 2582 | 2825 | 3259 | 3061 |

## Экономика
В 2010 году среди 2017 человек трудоспособного возраста (15—64 лет) 1573 были экономически активными, 444 — неактивными (показатель активности — 78,0 %, в 1999 году было 74,2 %). Из 1573 активных жителей работали 1441 человек (745 мужчин и 696 женщин), безработных было 132 (70 мужчин и 62 женщины). Среди 444 неактивных 170 человек были учениками или студентами, 149 — пенсионерами, 125 были неактивными по другим причинам.